# Saint-Gilles-Waes
Pour les articles homonymes, voir Saint-Gilles, Gillis, Pays de Waes (homonymie) et Waas.
Saint-Gilles-Waes (en néerlandais Sint-Gillis-Waas) est une commune néerlandophone de Belgique située en Région flamande, dans la province de Flandre-Orientale.

## Géographie

### Sections de la commune
| # | Section              | Superf. (km²) | Habitants (2020) | Habitants par km² | Code INS |
| - | -------------------- | ------------- | ---------------- | ----------------- | -------- |
| 1 | Sint-Gillis-Waas (I) | 24,40         | 8.413            | 345               | 46020A   |
| 2 | La Clinge (IV)       | 2,81          | 3.824            | 1.362             | 46020B   |
| 3 | Meerdonk (III)       | 11,50         | 2.171            | 189               | 46020C   |
| 4 | Saint-Paul (II)      | 11,59         | 4.690            | 405               | 46020D   |

### Localités
- Sint-Gillis-Waas: 't Kalf (V), Hoogeinde (VI) et  Peisels en Verre (VII)
- Saint-Paul: 't Hol (VIII)

### Communes limitrophes
- a. Kieldrecht (Beveren)
- b. Verrebroek (Beveren)
- c. Vrasene (Beveren)
- d. Nieuwkerken-Waas (Sint-Niklaas)
- e. Sint-Niklaas
- f. Belsele (Sint-Niklaas)
- g. Kemzeke (Stekene)

## Histoire
Un grand site daté du Bronze final et du début de l'âge du fer, a été découvert lors d'une exploration archéologique préliminaire à l'installation d'une zone industrielle. Il a été fouillé de 1989 à 1997, mettant au jour deux tumuli de l'âge du bronze. La zone d'occupation datant du début de l'âge du fer est située près de l'un d'eux, peut-être alors en vue de ce dernier. On y a aussi trouvé plusieurs bâtiments, de moins de 10 m de long, orientés généralement N-E/S-O ou N-O/S-E et associés à un système de fossés orthogonal.

## Héraldique
|  | La commune possède des armoiries qui lui ont été octroyées le 13 octobre 1819, confirmées le 28 février 1840 et octroyées à nouveau le 1er octobre 1991. Elles représentent Saint Gilles, le saint patron local, qui figure également sur le sceau du XVIIIe siècle du village. À droite du saint se trouve la betterave du pays de Waes. La betterave trouve son origine auprès de l'empereur Charles Quint. Il a visité la ville de Saint-Nicolas et une foule s'est manifestement réunie pour voir l'empereur. Au sein de celle-ci se trouvait un petit agriculteur tenant une énorme betterave qu’il voulait remettre à l’empereur. Les gardes, cependant, ont empêché le fermier d'atteindre l'empereur. L'empereur remarqua qu'il se passait quelque chose et demanda au fermier ce qu'il avait entre les mains. Le fermier a répondu qu'il avait un fruit géant et qu'il voulait le donner à l'empereur. L'empereur a été intrigué et a laissé le fermier passer les gardes. L'empereur a accepté la betterave et a remis à l'agriculteur un grand sac à main. Voyant la récompense d'une simple betterave, un éleveur de chevaux local a imaginé le prix qu'il chercherait s'il donnait un bon cheval à l'empereur. Alors il a offert à l'empereur un beau cheval. L'empereur a répondu en disant que pour un beau cheval, il donnerait un de ses biens précieux et remettrait la betterave à l'éleveur. Embarrassé, l’éleveur a dû accepter la betterave, qui est depuis lors le symbole du pays de Waes et de son sol fertile. Les couleurs des armoiries de 1819 et 1840 sont les couleurs nationales néerlandaises, comme en 1813 le maire a introduit la demande sans indiquer les couleurs. Les armoiries ont donc été attribuées aux couleurs nationales. Lorsque les armoiries ont été confirmées après l'indépendance de la Belgique, les couleurs n'ont pas été changées. Ce n'est qu'en 1991 que les couleurs ont été légèrement modifiées. Blasonnement : D'azur à un Saint Gilles d'or, accompagné à dextre d'un radis d'argent, feuillé de sinople. Source du blasonnement : Heraldy of the World. |

## Démographie

### Évolution démographique: Avant la fusion des communes
- Sources : INS, Rem. : 1831 jusqu'en 1970 = recensements, 1976 = nombre d'habitants au 31 décembre[4].

### Évolution démographique de la commune fusionnée
Graphe de l'évolution de la population de la commune. Les données ci-après intègrent les anciennes communes dans les données avant la fusion en 1977.
- Source : DGS - Remarque: 1831 jusqu'à 1981=recensement; depuis 1990=nombre d'habitants chaque 1er janvier[5]

## Voir Aussi
- Gare de Saint-Gilles-Waes